# Parafreutreta sobrinata
Parafreutreta sobrinata es una especie de insecto del género Parafreutreta de la familia Tephritidae del orden Diptera.

## Historia
Fue descrita científicamente por primera vez en el año 1953 por Munro.